# Grüner Pfad
Koordinaten: 51° 29′ 51,9″ N, 6° 49′ 41,4″ O

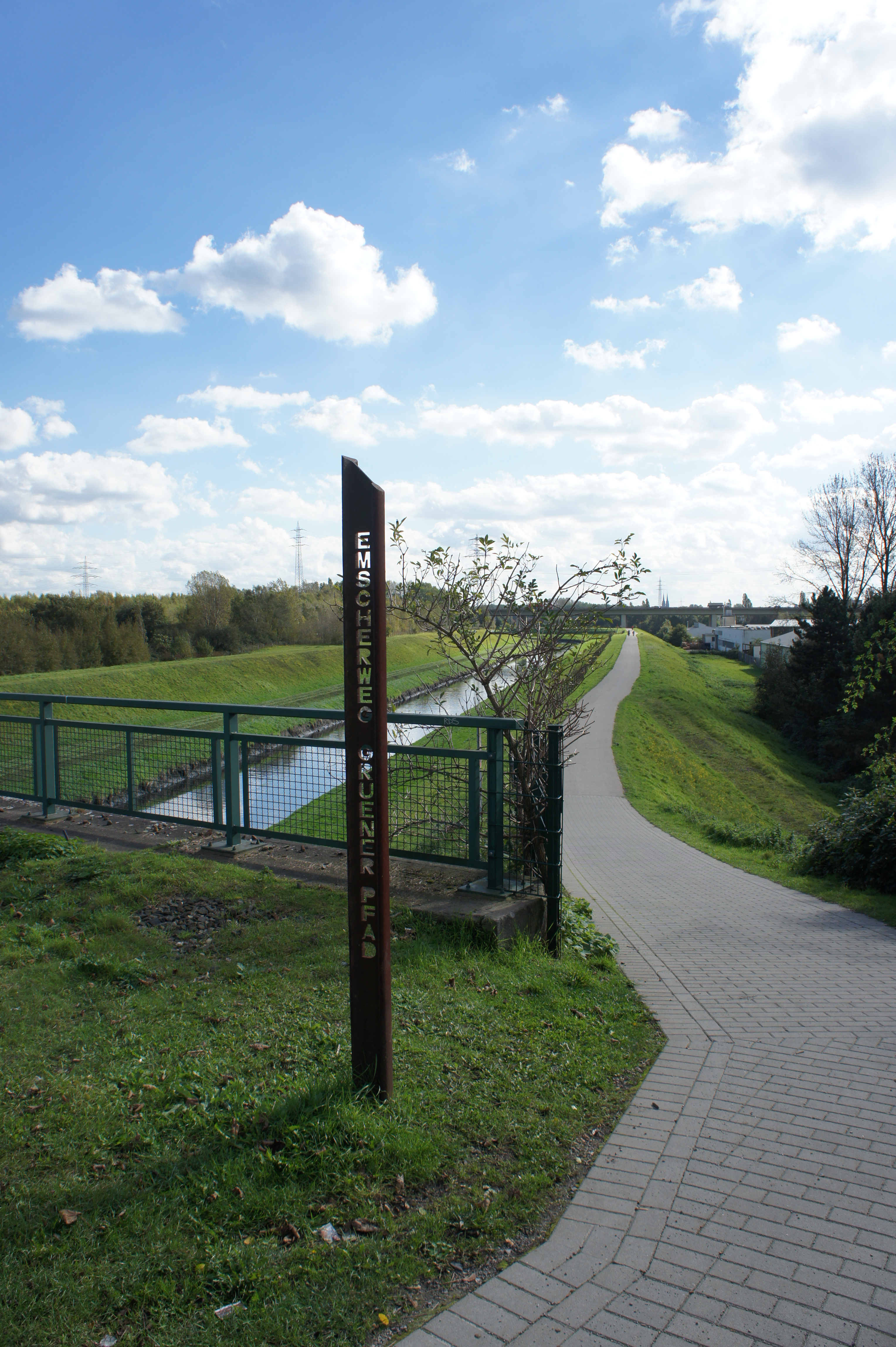
Stahlmarkierung des Bahntrassenradwegs „Emscherweg Grüner Pfad“ (2014)

Der Grüne Pfad ist ein etwa zehn Kilometer langer, kombinierter Rad- und Wanderweg auf der von 1872 bis 1878 erbauten Trasse der Emschertalbahn der Köln-Mindener Eisenbahn-Gesellschaft zwischen Oberhausen-Sterkrade und Duisburg-Ruhrort. Er ist Bestandteil des Emscher Park Radwegs.
Der Grüne Pfad nutzt die Trasse des 1875 erbauten Teilabschnitts Sterkrade – Neumühl – Meiderich-Nord der Emschertalbahn, auf der bis zu ihrer Stilllegung 1987 der Güterverkehr zwischen den Zechen, Kokereien, Kraftwerken und Hütten der Emscherregion sowie den Duisburg-Ruhrorter Kohlenumschlaghäfen abgewickelt wurde.
Zwischen 1996 und 2007 wurde die Bahnstrecke in drei Teilabschnitten für 10,4 Millionen Euro zu einem Rad- und Wanderweg umgebaut. Alte Rangiergleise und Bahnstränge der Gleisharfe blieben dabei ebenso erhalten wie Signalschilder und Hektometersteine. Über die Emscher und Kleine Emscher wurden Brücken errichtet bzw. erneuert. Der Weg führt durch den Landschaftspark Duisburg-Nord und hat Anschluss an die HOAG-Trasse in Oberhausen.